# قانلو
قانلو هي قرية في مقاطعة كليبر، إيران. عدد سكان هذه القرية هو 98 في سنة 2006.